# Mo’Nique

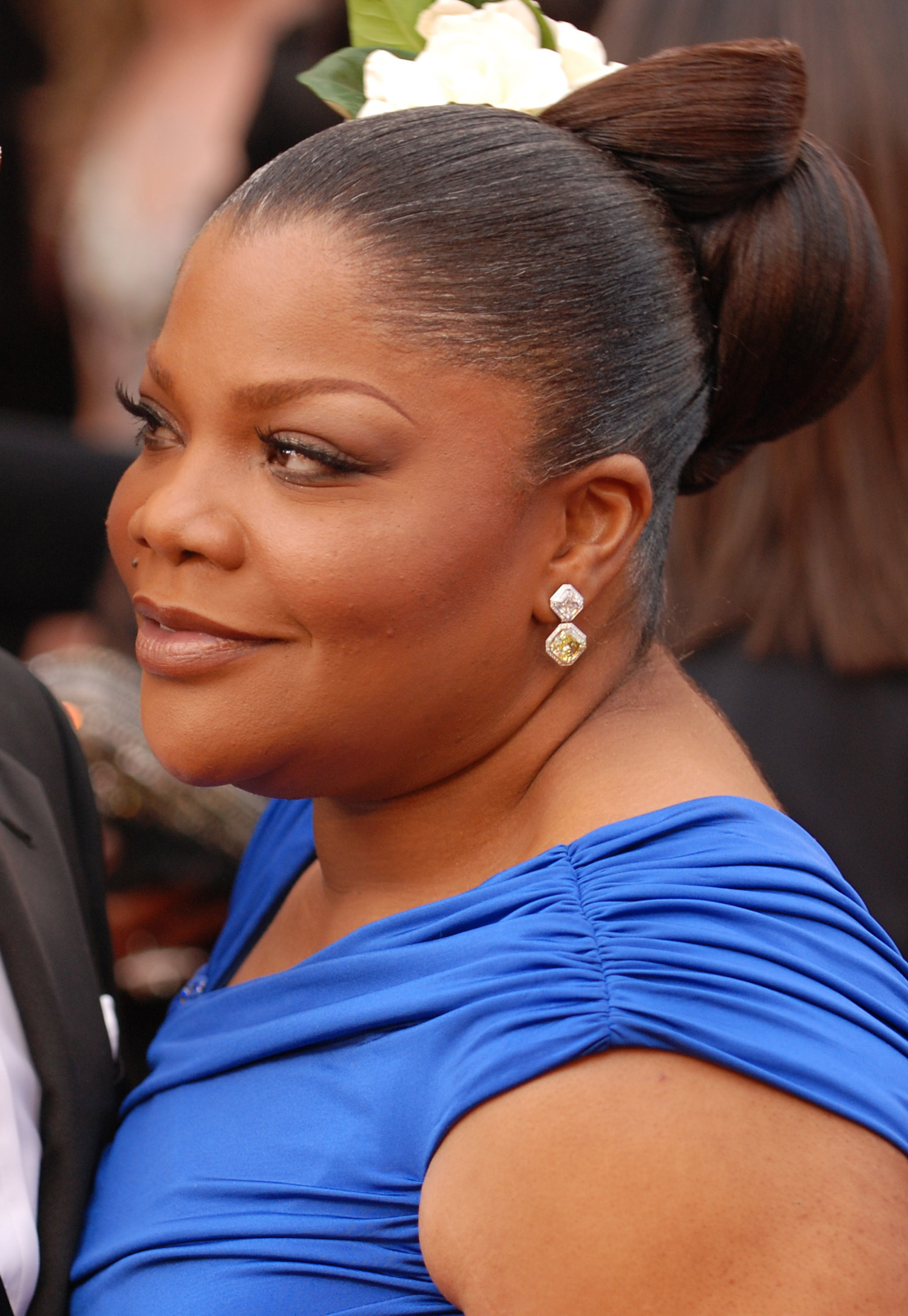
Mo’Nique vor der Oscarverleihung 2010.

Mo’Nique (* 11. Dezember 1967 in Woodlawn, Maryland; gebürtig Monique Imes) ist eine US-amerikanische Schauspielerin und Oscar-Preisträgerin.

## Leben und Leistungen
Mo’Nique debütierte als Schauspielerin in der Fernsehserie Die Parkers, in der sie in den Jahren 1999 bis 2004 auftrat. Für diese Rolle erhielt die Afroamerikanerin in den Jahren 2001, 2002, 2004 und 2005 den Image Award in der Kategorie Beste Serien-Hauptdarstellerin – Comedy; im Jahr 2003 wurde sie für den gleichen Preis nominiert. Im Jahr 2004 wurde sie außerdem für den BET Comedy Award nominiert. In der Komödie Die 10 Regeln der Liebe aus dem Jahr 2001 spielte sie neben Vivica A. Fox, Morris Chestnut und Gabrielle Union eine der größeren Rollen, für die sie 2002 für einen weiteren Image Award nominiert wurde. Eine Nominierung für diesen Preis brachte ihr 2003 ihre Rolle in der Fernsehkomödie Good Fences (2003), in der sie an der Seite von Danny Glover und Whoopi Goldberg auftrat; im Jahr 2004 erhielt sie für diese Rolle den Black Reel Award.
Ihre Rolle in der Komödie Soul Plane (2004) brachte Mo’Nique im Jahr 2004 die zweite Nominierung für den BET Comedy Award; eine weitere erhielt sie ein Jahr später für die Hauptrolle in der Komödie Hair Show (2004). Eine Hauptrolle spielte sie auch in der Komödie Phat Girlz (2006). In der Komödie Willkommen zu Hause Roscoe Jenkins (2008) trat sie an der Seite von Martin Lawrence auf.
Der bisherige Höhepunkt in ihrer Karriere stellte sich 2009 mit Lee Daniels’ Drama Precious – Das Leben ist kostbar ein, mit dem sie bereits 2005 an Shadowboxer zusammengearbeitet hatte. In der Literaturverfilmung nach dem Roman Push der afroamerikanischen Autorin Sapphire übernahm Mo’Nique die Nebenrolle einer arbeitslosen Mutter, die ihre übergewichtige Tochter (gespielt von Gabourey Sidibe) psychischer und physischer Gewalt aussetzt. Der Part der Mary brachte ihr zahlreiche Preise ein, darunter die Auszeichnungen der Filmkritiker-Vereinigungen von Los Angeles und New York, den Golden Globe, Screen Actors Guild Award, BAFTA Award sowie den Oscar für die beste Nebendarstellerin.
Mo’Nique entwarf in den Jahren 2000 bis 2002 Bekleidung. Sie heiratete im Jahr 1997 Mark Jackson, mit dem sie ein gemeinsames Kind hat und von dem sie inzwischen geschieden wurde. Im Jahr 2006 heiratete sie den Schauspieler Sidney Hicks, mit dem sie zwei Kinder hat.

## Filmografie (Auswahl)
- 1999–2004: Die Parkers (The Parkers, Fernsehserie)
- 2000: Dreimal ist einmal zu viel (3 Strikes)
- 2001: John Singletons Baby Boy (Baby Boy)
- 2001: Die 10 Regeln der Liebe (Two Can Play That Game)
- 2003: Good Fences
- 2004: Soul Plane
- 2004: Hair Show
- 2005: Shadowboxer
- 2005: Domino
- 2006: Phat Girlz
- 2006: Bierfest (Beerfest)
- 2007: Charm School (Fernsehserie)
- 2008: Willkommen zu Hause, Roscoe Jenkins (Welcome Home, Roscoe Jenkins)
- 2009: Precious – Das Leben ist kostbar (Precious: Based on the Novel “Push” by Sapphire)
- 2009–2011: The Mo’Nique Show (Talkshow, 251 Folgen, Gastgeberin)
- 2014: Blackbird
- 2015: Bessie (Fernsehfilm)
- 2016: Almost Christmas
- 2024: The Deliverance

## Auszeichnungen (Auswahl)
- 2010: British Academy Film Award für die beste Nebendarstellerin in Precious
- 2010: Golden Globe Award für die beste Nebendarstellerin in Precious
- 2010: Oscar für die beste Nebendarstellerin in Precious
- 2010: NAACP Image Award in der Kategorie: Herausragende Leistung einer Schauspielerin in einer Nebenrolle in Precious
- 2010: Screen Actors Guild Award in der Kategorie: Herausragende Leistung einer Schauspielerin in einer Nebenrolle in Precious